# Тахти, Голамреза
Голамреза Тахти (27 августа 1930, Тегеран, Шаханшахское Государство Иран — 7 января 1968, Тегеран, Шаханшахское Государство Иран) — один из самых известных борцов в истории Ирана, известный своим благородным поведением (например, сбором помощи жертвам землетрясения 1962 года и схваткой с советским борцом Александром Медведем, в которой он специально не атаковал повреждённую незадолго до боя ногу противника, из-за чего даже проиграл) и спортивными достижениями.

## Биография
Родился в азербайджанской семье, в Тегеране.
Похоронен в южной части Тегерана, рядом с городом Рей, где его поклонники ежегодно устраивают поминание, несмотря на то, что со дня его смерти прошло много лет.

## Память
Пользовался огромной народной любовью. Стал первым из борцов, именем которого в Иране были названы площадь, улица, стадион.

### В кинематографе
Художественный фильм «Голамреза Тахти» (Иран, 2019 год) режиссёра Бахрама Теваколи. В роли Голамрезы Тахти — Мохсен Тахти.

## Признание
В 2022 году по опросу национальной телерадиовещательной компании при поддержке министерства спорта и молодёжи Ирана, Олимпийского и Паралимпийского комитетов страны Голамреза Тахти был признан лучшим в номинации «Лучший спортсмен века» в Иране.